# BabelNet
 (septembre 2014).
Si vous disposez d'ouvrages ou d'articles de référence ou si vous connaissez des sites web de qualité traitant du thème abordé ici, merci de compléter l'article en donnant les références utiles à sa vérifiabilité et en les liant à la section « Notes et références ».
BabelNet, est un réseau sémantique multilingue et une ontologie lexicalisée. BabelNet a été créé en intégrant automatiquement la plus grande encyclopédie multilingue – c’est-à-dire Wikipédia – avec le lexique de la langue anglaise le plus connu – WordNet. L’intégration a été réalisée par correspondance  automatique. Les entrées manquantes dans d'autres langues ont été obtenues par des techniques de traduction automatique. Le résultat est un « dictionnaire encyclopédique » qui fournit des entrées lexicalisées dans la plupart des langues, reliées entre elles par une grande quantité de relations sémantiques.
Comme  WordNet, BabelNet regroupe les mots de différentes langues par groupes de synonymes appelés Babel synsets. Pour chaque Babel synset, BabelNet fournit des définitions textuelles (appelées gloses) en plusieurs langues, obtenues à partir de WordNet et Wikipédia.

## Statistiques
Au mois d'août 2016, la version 3.7 de BabelNet couvre 271 langues, dont toutes les langues européennes, la majorité des langues asiatiques et le latin. BabelNet 3.7 contient plus de 13 millions de synsets et à peu près 745 millions des sens (indépendamment de la langue). Chaque Babel synset contient en moyenne 2 synonymes par langue. Le réseau sémantique comprend toutes les relations lexique-sémantiques de WordNet (hyperonymie et hyponymie, méronymie et holonymie, antonymie et synonymie, etc., pour un total d'environ 364 000 arcs relationnels) ainsi qu'une relation générique de corrélation par Wikipédia (pour un total de 380 millions d'arcs). La version 3.7 fournit aussi 11 millions d’images associées à des Babel synsets et encode le réseau au format Lemon RDF.

## Applications
BabelNet a été utilisé pour la réalisation d'un système de désambiguïsation et d'entity linking, Babelfy (en), qui - grâce à l'intégration entre les sens lexicographiques et les entités encyclopédiques en un seul réseau sémantique - obtient des performances à l’état de l’art en utilisant des algorithmes de graphes.